# نومن (الهیات)
نومن (Numen که جمع آن Numina است) یک اصطلاح لاتین برای «الوهیت»، «حضور ایزدی» یا «اراده الهی» است. نویسندگان لاتین این واژه را چنین تعریف کرده‌اند: سیسرون در مورد یک «ذهن الهی» می‌نویسد، خدایی که «همه چیز از الوهیت او اطاعت می‌کند»، و یک «قدرت الهی» «که در حیات مردم نفوذ دارد». هنگام آیات و نشانه‌های فال نیک، این قدرت باعث حرکت و چهچهه پرندگان می‌گردد. ویرژیل در کتاب انه‌اید خود، کور شدن دیو یک چشم، پولیفموس را از اودیسه بازگویی می‌کند: او از اودیسئوس و افرادش می‌خواهد که ابتدا «از نومینای بزرگ استمداد بجویند». تاسیتوسِ تاریخ‌نگار، با مرور افکار عمومی در مورد روز تشییع جنازه آگوستوس، گزارش می‌دهد که برخی فکر می‌کردند زمانی که او به همراه «معابد و مجسمه‌های نومینا» «آئین خودش را بنانهاد» ، دیگر «هیچ شرافتی برای خدایان باقی نمانده بود». پلینی کوچک در نامه‌ای به پاترنوس راوس برای «قدرت»، «عزت» و «بزرگی»؛ در یک‌کلام «نومن تاریخ» را براه می‌اندازد. لوکرتیوس از اصطلاح «numen mentis» ،‏ یا «bidding of the mind»‏ استفاده می‌کند که در آن «bidding» همان نومن است، اما نه نومن الهی، مگر اینکه فکر را الهی بدانیم، نه صرفاً اراده انسانی.
از آغاز قرن بیستم میلادی به بعد، گاهی اوقات نومن را در تاریخ ادیان به عنوان مرحله ماقبل زنده‌انگاری در نظر گرفته‌اند؛ یعنی، یک سیستم عقیدتی که از دوران قدیم به ارث مانده‌است. همچنین نومن توسط جامعه‌شناسان جهت اشاره به ایده قدرت جادویی نهفته در یک شیء، به‌خصوص هنگام نوشتن در مورد ایده‌های سنت غربی، مورد استفاده واقع شده‌است. در چنین مواردی، نومن مترادف تقریبی برای مانا است. با این حال، برخی نویسندگان استفاده از مانا را محدود به مباحث جادوی پلی‌نزی و آسیای جنوب شرقی می‌کنند.

## ریشه‌شناسی
از نظر ریشه‌شناسی، این لغت به گفتهٔ اچ.جی. روز به معنای «سر تکان دادن» است و در اینجا اشاره به «سر تکان دادن» الوهیت یا نشان دادن اراده یا حضور خودش است.
معنی تحت اللفظی آن «یک سر تکان دادن»، یا به‌طور دقیقتر، حالت مجهول آن به معنای «چیزی که با تکان دادن سر ایجاد گردد» است. درست همانگونه که flamen به معنی «ایجاد شده در نتیجه وزش» است، یعنی بادی ناگهانی یا تندباد. معنی آن بدین صورت درآمد: «محصول یا در معرض نمایش قرار دادن قدرت»، دقت شود که به معنی خود قدرت نیست.‏
ازین رو به نومن (الوهیت) شخصیت انسانی داده نشده (گرچه که می‌تواند یک ویژگی انسانی باشد) و نباید آن را از دئوس (خدا) متمایز نمود.

## آئین‌های رومیِ نومینا
همچنین نومن در آئین امپراطوری رومی‌ها، جهت اشاره به روح نگهبان «جوهر الوهیت» یا قدرت الهی یک امپراتور زنده مورد استفاده واقع می‌شد. به عبارت دیگر، وسیله‌ای جهت پرستش یک امپراتور زنده بدون آن که او را یک خدا خطاب کنند.
آئین آگوستوس توسط تیبریوس ترویج یافت، کسی که خود را وقف Ara Numinis Augusti نموده بود. در این چهارچوب، می‌توان میان اصطلاحات نومن و نبوغ او تفکیک قائل شد.

## تعریف نومن به عنوان مرحله پیش-زنده‌انگاری دین
اصطلاح Numen inest در کتاب فاستی (III, 296) نوشته اووید آمده و به صورت «اینجا یک روح موجود است» ترجمه شده‌است. تعبیر این اصطلاح، و به‌طور خاص مفهوم دقیق نومن به‌طور گسترده در متون مورد بحث قرار گرفته‌است.
فرض حضور نومنی در جهان طبیعی، در نخستین لایه‌های دین ایتالیایی وجود داشته‌است، چرا که عنصری «زنده‌انگارانه» از باقی‌مانده‌های دین باستانی رومی‌ها بوده‌است، خصوصاً اشارات آن در ریشه‌شناسی الهیات لاتین معروف بوده اما توسط مک گیوگ (در ۲۰۰۴ میلادی) مورد نقد قرار گرفته و «عمدتاً یک تخیل دانشمندانه» خوانده شده‌است.

## نومینا و ادیان خاص
عبارت «numen eris caeloque redux mirabere regna» در خط ۱۲۹م شعر Metrum in Genesis‏ که به هیلاری از آرلس نسبت داده می‌شود، وجود دارد.